# Гендер (музыкальный инструмент)
Генде́р (генди́р) — индонезийский ударный музыкальный инструмент. Состоит из 10—12 чуть выпуклых металлических пластин, укреплённых в горизонтальном положении на деревянной подставке при помощи шнуров. К пластинам подвешиваются бамбуковые трубки-резонаторы.
Пластины гендера подбираются в соответствии с 5-ступенным звукорядом слендро или 7-ступенным звукорядом пелог.
Звук извлекается ударами двух коротких деревянных палочек с каучуковыми наконечниками. По сравнению с родственным ему гамбангом, гендер отличается большей мягкостью тембра. Этот инструмент требует от исполнителя виртуозной техники, поскольку при исполнении пьес в импровизационной манере требуются чрезвычайно быстрые движения рук. Часто на гендере играют женщины.
В гамелане гендер осуществляет вариационную разработку основной темы, задаваемой гамбангом.
В зависимости от размера инструмента различают разновидности: гендер пенерус (малый), гендер барунг (средний) и гендер пенембунг (большой).